# Günther Hecht (Zoologe)
Günther Hecht (* 15. Juli 1902 in Völpke; am 31. Dezember 1945 in Berlin für tot erklärt) war ein deutscher Zoologe, Fachautor und NS-Rassenideologe. Hecht ist als Herpetologe bekannt, steht aber auch für die Rassenideologie der Nationalsozialisten.

## Leben
Hecht kämpfte bereits als Jugendlicher ab 1917 in der Jugendgrenzwehr und ab 1919 in Freikorps gegen die französische Besatzung des Rheinlandes.
Er war herpetologisch interessiert und gründete als 16-jähriger mit Gleichgesinnten auf Anregung von Willy Wolterstorff die vivaristische Vereinigung Salamander. Aus ihr ging 1964 die Deutsche Gesellschaft für Herpetologie und Terrarienkunde hervor. Später setzte er sich energisch für den Schutz von Kreuzottern ein und erreichte, dass in Deutschland ab 1931 keine Fangprämien mehr für sie gezahlt wurden.
Nach seinem Studium der Naturwissenschaften und Philosophie in Frankfurt a. M., Kiel und Berlin promovierte er im Sommer 1930 an der Berliner Friedrich-Wilhelms-Universität zum Dr. phil. mit einer Arbeit über die Wasserschlangen-Gattung Tropidonotus (heute: Natrix). Die beiden deutschen Herpetologen Lorenz Müller und Robert Mertens übten an seiner Dissertationsschrift öffentlich Kritik.
Trotz mehrfacher Bemühungen gelang es Hecht nicht, eine feste Anstellung als Kustos im Berliner Museum für Naturkunde zu erhalten, wurde dort aber knapp acht Jahre lang als wissenschaftlicher Hilfsarbeiter in der Museumsausstellung beschäftigt. Bewerbungen um die Leitung des Naturkundemuseums Magdeburg und um die des Landesmuseums für Naturkunde in Münster in Westfalen schlugen ebenfalls fehl. Er galt im Museum als Nazi.
Hecht trat zum 1. Mai 1933 in die NSDAP (Mitgliedsnummer 3.472.150) und am 10. Juli 1933 in die Motorrad-SA (später: NSKK) ein und hielt engen Kontakt zur NS-Dozentenschaft der Berliner Universität. Als er trotz deren wiederholter Fürsprache für sich keine berufliche Perspektive im Berliner Museum für Naturkunde und auch nicht als naturwissenschaftlicher Fachautor sah, wechselte er im April 1937 zum Rassenpolitischen Amt der NSDAP (RPA). Hier leitete er als wissenschaftlicher Referent die Abteilung für Volksdeutsche und Minderheiten, galt als Experte für kolonialpolitische Fragen, publizierte Beiträge zu Problemen der „Rassenhygiene“ und erarbeitete gemeinsam mit dem Juristen Erhard Wetzel die geheime Denkschrift Die Frage der Behandlung der Bevölkerung der ehemaligen polnischen Gebiete nach rassenpolitischen Gesichtspunkten.
Nachdem die generellen Aufgaben des Rassenpolitischen Amtes mehr und mehr von der SS wahrgenommen wurden, wurde Hecht zum Wehrdienst einberufen. Er diente im Zweiten Weltkrieg an der Westfront bei Lüttich, auf dem Militärflugplatz Brandenburg-Briest und zuletzt in einer Nachrichten-Ersatz-Abteilung in Potsdam. Von dort aus meldete er sich am 24. April 1945 ein letztes Mal bei seiner Familie, die von Berlin nach Kassel geflohen war. Am selben Tage hatten sowjetische Panzerspitzen Potsdam-Babelsberg erreicht. Danach verliert sich Hechts Spur.

## Veröffentlichungen (Auswahl)
- Zur Kenntnis der Nordgrenze der mitteleuropäischen Reptilien. Mitteilungen des Zoologischen Museums Berlin, Band 14(3/4), Berlin 1929, S. 501–597.
- Die märkische Smaragdeidechse Lacerta viridis Laur. ssp. brandenburgiensis, subsp. nov. Das Aquarium, Band 4(4), Berlin 1930, S. 62 und 68.
- Systematik, Ausbreitungsgeschichte und Ökologie der europäischen Arten der Gattung Tropidonotus (Kuhl) H. Boie. Mitteilungen des Zoologischen Museums Berlin, Band 16, Berlin 1930, S. 244–293.
- Die Kreuzotternplage bei Bad Orb – eine Angstpsychose. Frankfurter Zeitung vom 26. August 1930.
- Zur Durchführung des Gesetzes zur Verhütung erbkranken Nachwuchses in einem Erziehungsheim. Archiv für Bevölkerungswissenschaft (Volkskunde) und Bevölkerungspolitik. Band 6, Leipzig 1936, S. 52–58.
- Biologie und Nationalsozialismus. Zeitschrift für die gesamte Naturwissenschaft, Bd. 3, Braunschweig 1937/1938. S. 280–290.
- Kannst Du rassisch denken?. Schriftenreihe des Rassenpolitischen Amtes der Reichsleitung der NSDAP, Bd. 14, Berg & Otto Verlag, Hamburg 1938, S. 1–30.